# 사회

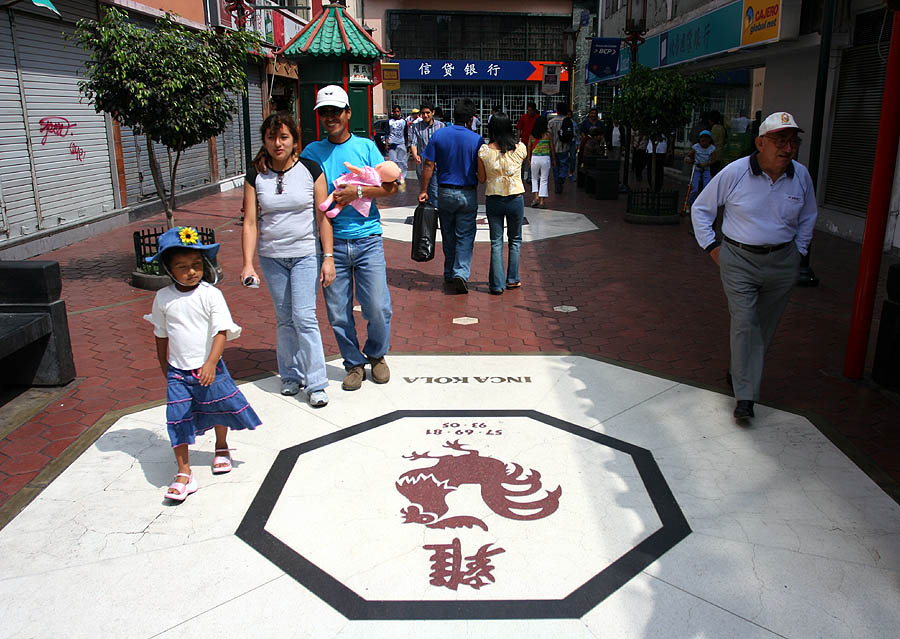
페루의 차이나타운. 화교는 여러 나라에서 독자적이면서 닫힌 사회를 이루고 있다.

사회(社會, 영어: society)는 정치·문화·제도적으로 독자성을 지닌 공통의 관심과 신념, 사상, 이해에 기반한 다인(多人)의 개인적 집합·공동체나 결사체이다. 소규모의 가족에서부터 직장과 학교, 전체사회 및 그 일부인 정치·경제·시민·노동·문화사회 등을 지칭한다. 사회는 '한국 사회' 등 국가에 따른 구분과 '쿠르드 사회' 등 민족에 따른 구분 외에도 문화·지역에 따른 구분으로 나누어질 수 있으며, 그 기준은 연구 대상과 관점에 따라 다르다. 오늘날 사회 개념은 확장되어 세계·지구사회는 물론 동물사회 등을 일컫기도 한다. 그러나 엄격히 말해 사회는 근대이행기에 생성된 신개념으로 봉건사회나 원시사회 등과는 구별할 필요가 있다. 사회 구성에 대한 연구는 문화, 정치, 신념 등의 기준에 따른 자발적 구성에 주목하기도 하며 이를 사회과(영어: social studies)라고 한다.

## 어원
사회라는 말은 영어 낱말에 있는 society(소사이어티)를 한자어로 번역한 것이다. 본래 중국 고전에 등장하는 사회(社會)라는 단어의 용례는 '제의(祭儀)를 위한 특수한 모임'으로, 오늘날의 뜻과는 다르며, 개별 한자의 뜻도 모일 '사'(社)에 모을 '회'(會)로, 개별 한자의 의미에서 전체적인 의미가 도출되지 않는다. 번역 작업 시 일본에서는 유럽의 'society'에 해당하는 개념이나 실체가 없었으므로, 처음에는 한자에 있는 얼추 비슷한 뜻으로 여겨지는 다른 단어를 인용하여 번역했다가 고전에서 찾아낸 이 낯선 번역어에 서구적인 의미를 덧씌워 정착하게 되었고, 이후 일본의 번역서를 수입한 한국어, 중국어, 베트남어에서는 '社會'라는 한자를 각각 자국 발음으로 읽는 단어를 쓰고 있다.
영어 낱말 'society'는 프랑스어의 'société'를 도입한 것이며, 이 또한 라틴어에서 동료·동업자 등의 관계를 포함한 친근한 사람들을 일컫는 말인 'societas'에서 온 말이다.

## 사회관
사회는 공통의 목적과 이해관계를 기초로 하는 개인들의 집합이다. 이러한 사회 관계는 상호 협조적인 관계뿐만 아니라 대립적인 관계도 포괄한다. 견해에 따라 협조적 관계를 강조하는 기능론적 사회관과 대분적 관계를 강조하는 갈등론적 사회관이 양립한다. 기능론적 사회관의 대표적 학자로는 오귀스트 콩트, 막스 베버 등이 유명하며 갈등론적 사회관은 카를 마르크스, 안토니오 그람시와 같은 사회학자들에 널리 알려져 있다. 이러한 정의(定義)는 사회를 일시적인 사람들의 집합체로 보는 군중과 구별하게 한다.

## 사회의 변천
인류의 사회사는 분명히 원시적 사회체제·봉건제적 사회체제·근대 자본주의적 사회체제의 계기적(繼起的)인 발생→발전→소멸의 과정을 밟아온 것처럼 보인다. 이러한 변천에의 흐름은 사회의 지배관계 변화에서 그 일각을 찾아볼 수 있다. 사회관계의 핵심은 대체로 통치자와 피통치자의 관계를 반영한 지배관계 안에서 구현되며, 개개의 사회가 어떤 사회집단과 규범에 의해 운영되고 있는가에 의해 사회적 성격의 틀이 규정되고 가치경향의 모든 시스템도 이러한 전체적 사물관계 안에서 이해가 가능하다.

### 원시적 사회체제
원시적 사회체제는 사회의 기능 분화가 일어나지 않는 단순 사회로서 대체로 생산수단이 공유되는 경향을 보이고 사회제도가 주로 친족제도의 원리 안에 통합되고 조정되는 특성이 있다. 상당한 기간 동안 이 사회의 실질적인 생산주체는 주로 집단 내부에서 충원되었다.

### 봉건 사회
그러나 봉건 사회는 정치제도·경제제도·종교제도·가족제도 등이 어느 정도 분화되면서 지배관계가 주로 토지를 중심으로 해서 이루어진 사회이다. 영주와 평민이 중요한 사회계급이며 이들 사이에는 특수한 상하관계와 상호의무 및 권리가 부여되었다. 이들의 행위 및 사고방식은 전통적이고 종교적이었으며 지배질서는 초월적인 신앙으로 합리화되었다.

### 근대 자본주의 사회
근대 자본주의 사회는 세속적이며 합리성을 추구하는 시민계급의 출현으로 형성되었다. 즉, 새로운 생산력을 획득한 이들은 사회의 경제와 정치를 좌우하였다. 여기서는 세속적인 합리성, 상호간의 경쟁, 공리적이며 과학적인 계산이 중시되었다. 그러나 한편으로는 자연을 극복하고 정복하려는 경향이 생겨나고, 생산양식으로부터 소외된 임금노동자와 자본가계급 사이의 대립이 격화되었다.
물론 이상과 같은 사회체제의 변천은 모든 문화권에서 일률(一律)적으로, 그리고 동일한 과정을 밟아 전개된 것이 아닌, 오히려 하나의 경향이라는 데서 의의를 찾을 수 있다. 특히 동양과 서양의 경우 변화의 과정과 특성은 큰 차이를 보이고 있다. 서구에 있어 근대사회의 성립은 봉건사회의 해체와 연결된 것으로서, 봉주(封主, Lehensherr)와 봉신(封臣, Vassalitat) 사이의 주종관계를 원칙으로 하는 사회신분제도와 토지은대(土地恩貸, Beneficium)를 원칙으로 하는 경제적 관계라는 봉건제도적 사회구조의 종말을 뜻하는 것이었다.
이 봉건제의 해체는 도시의 성장, 그에 따른 시민계급의 성장과 뗄 수 없는 연관성을 지니며 지리상의 발견, 프로테스탄티즘의 윤리가 뒷받침해주는 노동의 신성과 절제와 금욕, 무엇보다 합리성의 추구가 결정적 영향을 미친다. 이에 비해 비서구지역에서의 근대사회의 성립은 서구에서 보는 것과 같은 내생적인 사회분화의 과정을 거쳐 자연스럽게 이루어진 것이 아니라 서구로부터의 충격에 의해 다분히 급작스럽고 외형적으로 도입된 성격을 지니고 있다. 뿐만 아니라 비서구지역에 서구적 의미의 봉건제적 사회체제가 존재했는지의 여부도 일률적으로 해답할 수는 없다.
그러나 전근대적 사회에서 근대적인 사회에로의 이행은 사회의 통합방식과 개인의 행위양식의 중대한 변화를 일반적으로 초래하고 있다. 많은 고전적인 사회학자들이 깊은 관심을 보여 왔던 이 변화의 양태는 오늘날 비서구지역에서도 현저히 일어나고 있는 것이다. 퇴니에스는 사회가 공동사회(독일어: Gemeinschaft)에서 이익사회(독일어: Gesellschaft)에로 이행하고 있다고 보았다. 전자에서는 인간의 삶이 생존지향적이고 자연 및 타자와의 조화 및 통일을 중시하는 데 비해 후자에서는 정복과 대립을 지향하고 이익의 추구를 위해 경쟁적 행위와 사고에 몰두한다는 것이다. 한편 스펜서는 군사형 사회에서 산업형 사회에로 발전한다고 보았고 뒤르켐은 사회통합방식이 '기계적 유대'에서 '유기적 유대'에로 진행한다고 갈파했다. '기계적 유대'란 주로 물리력에 의해 획일적으로 사회성원을 통합하는 방식이며 '유기적 유대'는 종교와 노동의 다양한 분화과정에 따라 성원이 자신의 이익과 목적의 실현을 위해 자발적으로 협조함으로써 사회통합이 이루어진다는 것을 뜻한다.
리스먼은 사회적 성격에 주목하여 '전통지향적' 사회가 '내적지향적' 사회에로 발전하고 다시 '타자지향적' 사회에로 이행하고 있음을 주장했다. 이 3가지 유형을 각각 전(前) 자본주의 시대, 초기 자본주의 시대, 후기 자본주의 시대에 상응하는 사회적 성격으로 그는 묘사하고 있다. 자본주의 체제의 분류도 단순하지 않다. 자본주의를 발아시키고 성숙시켰던 구조적 여건 및 과정이 국가에 따라 다르기 때문에 큰 편차를 보이고 있는 것이다.

## 사회에 관한 이론
사회가 무엇인지 사회와 인간은 어떤 관계에 놓여있는지에 대한 사회이론은 사회실재론과 사회명목론으로 대립한다.
- 사회실재론: 사회실재론자들은 사회가 인간들의 지속적인 상호작용과 관계들로 얽혀있어 안정적인 구조를 이루며, 개개인들의 외부에 개인들의 사고와 행동을 규정하는 개인으로 환원될 수 없는 고유한 성격을 지니고 있다고 본다. 콩트, 마르크스, 뒤르켐 등 대부분의 근대적 사회학자들은 사회의 구조적 특성을 강조하는 실재론의 입장을 견지한다. 특히 콩트나 뒤르켐은 사회를 생물체에 비유해서 사회는 개인들로 구성된 거대한 유기체로 규정했다. 사회를 이루는 기관이나 조직, 개인들은 심장, 혈관, 세포 등과 같은 인체의 요소들처럼 사회유기체 내에서 다양한 기능을 수행한다고 했다. 이같은 관점은 후에 파슨스 등의 '구조기능주의'이론으로 계승, 발전되었다. 한편, 실재론의 연원은 철학적으로 플라톤의 사회유기체론으로 소급되고, 아리스토텔레스의 인간의 사회적 존재론과 헤겔의 국가인륜론의 연장선상에 놓여있다.
- 사회명목론: 사회명목론은 실재론과 반대로 사회는 개인들의 성질에서 유래한 것으로서 개인들의 속성으로 환원할 수 있다는 입장으로 사회는 단지 이름으로만 존재한다.단위가 전체를 결정하고 사회보다 사회를 구성하는 개인들, 즉 자율적으로 행위하는 개인을 더 중시한다. 따라서 개인의 외부에 사회가 독자적으로 존재한다는 실재론은 '상상'에 불과하다고 본다. 대표적 사회명목론자로는 베버, 짐멜 등이 있고 후에 블루머 등에 의해 '상징적 상호작용론'으로 계승되었다.명목론은 인간을 사회보다 개인에 무게 중심을 두는 개인주의, 계몽주의 등 여러 사조에 기원하지만 오늘날 주체 비판, 해체론의 부상으로 입지가 많이 약화되었다.
- 비판: 사회존재가 실재하느냐, 않느냐 하는 문제는 철학적으로 인간이 무엇이냐하는 문제와 결부되어 규명하기가 쉽지 않다. 인간이 사회적존재라는 입장과 개인적존재라는 입장이 유사이래 팽팽히 맞서고 있고, 어느 한 쪽이 옳다 하더라도 문제는 여전히 남기 때문이다.그래서 칸트는 인간을 '사회적인 비사회(私)적 존재라고 다소 애매한 요청적인 정의를 할 수밖에 없었는데, 오늘날 철학과 과학의 대체적인 결론은 인간을 자유의지가 구비된 주체적 존재로 보지 않는다는 사실에서 실마리는 주어져 있다.

계몽주의는 개인의 부각과 강조에서 시작했지만 사회혁명으로 나아갔고 그 후 사회주의와 구조주의 철학의 세계적 확산은 인간을 더 이상 주체적 존재로 규정할 수 없게 만들었다. 푸코의 신의 죽음에 비유한 '인간 또는 주체의 죽음' 선언은 사실상 사회존재 논쟁의 종지부를 찍은 셈이다.
현대 인간은 싫건 좋건, 요람에서 무덤까지 복지는커녕 사회로부터 자유와 인권을 저당잡히고 그 정체성을 규정당하는 존재이다. 이것이 냉혹한 현실이고 인간의 한계이지만 서유럽처럼 한계내에서의 자유와 인권은 무한정 신장될 수 있다는 점에서 답은 나와있다. 따라서 문제는 사회실재론이냐 사회명목론이냐, 또는 개인이냐 사회냐가 아니라 사회로부터 봉쇄당한 자유와 평등을 어떻게 회복할 것이냐와 리바이어던이 된 국가를 어떻게 개조할 것인가가 중요한 사회적 화두라 하겠다.— 한국산업사회학회 편《사회학》한울, 59·60쪽

## 다른 개념과의 비교
사회와 국가, 공동체는 서로 다른 개념이다. 문화라는 말은 가장 어렵다고 할정도로 동서고금을 통해 인간의 모든 것과 관련하여 복잡하게 쓰이고 있다. 원시문화, 고급문화, 저급문화, 예술문화, 정치문화, 농경문화, 세계문화 등이 대표적 예이다. 그러나 듣기만 해도 바로 이미지가 떠오를만큼 꼭 어렵지만은 않다. 반면, 정치사회, 시민사회, 노동사회, 동북아사회, 세계사회, 사회계약, 사회심리처럼 사회는 쉽게 파악되지 않는다. 그러나, 문화가 있는 곳에 반드시 사회가 있다. 사회와 문화는 하나, 한 묶음이며 상호작용한다. 사회는 문화를 낳고 문화는 사회를 조직하고 재구성한다. 인류는 지난 수만년동안 사회 변화와 변동이 거의 없었다.
15세기 르네상스기를 맞아 그야말로 지구를 뒤흔드는 지동설이 주창·입증되는 것을 시작으로 인간의 지혜와 과학수준은 급격히 발전한다. 마침내 지구가 도는 것만큼이나 경천동지할 사회계약설이 18세기 계몽주의자들에 의해 위대한 탄생을 한다. 사회계약설의 핵심은 '계약' 자체가 아니라 인민·시민이 스스로 사회와 국가를 새로 창설·운영한다는 혁명성에 있다. 고대나 중세에는 시민이 직접 국가를 혁파하고 경영한다는 것을 상상할 수도 없었다. 인간이 범접할 수도 없는 절대적 신이나 초월자에 의해서만 국가는 건립되고 유지된다는 신본주의 사상이 지배한 탓에 인간이 감히 세상의 주인이 되겠다는 의식을 가질 수 없었던 것이다. 계몽기를 거치면서 신이 아닌 인간주의의 도래로 비로소 인간 자신이 우주의 지배자요, 세계의 주인임을 확신하고 마침내 세계사의 축을 바꾸는 실천에 이르게 된다.
1789년, 프랑스혁명은 사상 처음으로 세계를 완전히 새롭게 바꿔 다른 사회를 만들어 낸 개벽이었다. 신에 기댄 귀족과 성직자가 지배하던 정치체를 완전히 파괴 해체했고, 이들이 장악한 토지와 부를 박탈한후 불평등한 신분제를 부수고 새로운 세상을 열었다. 평등한 인민, 시민들이 역사상 최초로 스스로의 힘으로 주인의식을 가지고 사회와 국가를 새로 만든 것이다. 오늘날 민주주의 시작일뿐 아니라 바로 사회의 탄생 지점이다. 한편 사회계약론자들이 말한 사회는 국가만이 아니다. 과학과 이성으로 무장한 계몽된 개인들이 연대해서 자유롭고 평등한 소규모 사회를 만들어 이를 민주적으로 운영하고 더 나아가 기존국가에 버금가는 힘을 지닌 시민사회를 형성해서 국가를 새로 건설하는 것이었다. 칸트는 여기서 다시 세계시민사회와 세계사회까지 기획했다. 그러므로 사회는 두 사람 이상이 조직한 집합체이나, 반드시 민주적, 그래서 공익적이어야 한다는 것이 핵심요체다.
반면 공동체는 고대부터 존재해 왔던 봉건적이고 폐쇄적이며 비이성적·비민주적인 것으로, 계몽된 개인도 없고 오로지 본능과 혈연 지연에 의해 운영된 이기적 집단을 말했다. 사회계약론에 입각한 사회와는 차원이 다른 것이다. 그러나 오늘날 국가나 사회도 민주적이지 않고 대중들이 이성적으로 행동하지 않다면 옛 공동체와 무엇이 다른지 문제고 그래서 아무 구분없이 공동체와 사회를 섞어 쓰는지 모를 일이다. 오히려 개념의 문화적 맥락에 몽매하고 무시해서 이땅에서는 사회보다 공동체를 훨씬 선호하는 현상마저 보이니 기이한 일이 아닐 수 없다. 물론 혼용할 수도 있다. 그러나 사회적 존재로서 사회의 역사적 본질적 의미는 결코 놓쳐선 안될 것이다. 좋은 사회는 깨어난 평등한 인민·시민이 만들고 재구성할 수 있다.

## 사회화
사회화는 일반의 시각과는 달리 일시적 현상도 아니고 평생에 걸쳐 진행되는 대단히 복잡하고 정치적으로 미묘한 문제적 개념이다.- 사회화는 기본적으로 사회가 인간을 자연인에서 사회인화 즉 사회적 존재 또는 사회에 적합한 존재로 교육해서 '만드는' 과정이다. 그러나 한 사회가 인간들을 그 사회에 맞게 형성하는 데 있어 사회 자체가 문제가 있다면 그 인간도 문제가 발생할 수밖에 없다. 이미 여러 철학자들이 주장했듯이, 부도덕한 사회에서는 필시 부도덕한 인간이 잉태되거나 도덕적으로 생존하기 어려운 법이다. 한국사회가 바람직한 길을 걸어왔고 바른 길로 가고있는지에 대한 답변은 다른 사회가 어떤 길을 걸어가는가를 보면 답이 나와있다.
사회는 동서고금을 통해 수도없이 다양한 형태로 생성되고 소멸했다. 원시·봉건사회, 근·현대사회, 농경사회, '자본제'사회, 사회주의 사회는 물론 대규모 지구촌사회, 국가사회, 지방사회 등. 동시에 현대인은 누구나 요람에서 무덤까지 가족, 또래, 학교, 군대, 종교, 직장 등의 크고 작은 수많은 집단에 소속되어 일생동안 영향을 받으면서 국가와 신문, 방송 등으로부터 자기규정을 당하거나 영향하에 의식하든 못하든 사회화가 철저히 이루어졌다. 그러나 이 모든 집단은 국법이라는 원리·가치·질서와 테두리내에서만 작동한다. 국가의 사회성격이 곧 인간과 인간 집단의 성격을 결정적으로 규정짓는 것이다. 한 국가사회가, 공익을 강조하는 사회가 아니고 사익과 이기주의를 더 중시하는 사회라면, 빈자와 약자를 위하기보다 강자, 부자만을 위하는 사회라면, 자유와 평등을 존중하지 않는 비민주사회라면, 사회의 구성원이자, 존엄한 주권자인 사람들은 보다 선하고, 인간다우며, 민주적인 삶을 누릴 기회를 얻지 못할 것이다.
사회의 이념적 지향과 정책 방향 및 그 내용은 다양한 기구를 통해서 그대로 모든 사람과 집단에게 일방적으로 주입되고 영향을 끼쳤다. 한국은 선진국을 넘어 일류국가를 향해 나아가고 있다. 당연히 정치, 사회, 문화 수준이 보다 함께 향상될 때 그것이 구현될 것이다. 좋은 사회일 때라야 좋은 사회화가 되고 좋은 사람이 더욱 많아지는 법이다. '사회화'가 아니라 사회의 인간화를 우리가 스스로 선행하여야 하는 이유다.

## 사회학
사회학은 사회의 제반 현상을 다루는 사회과학의 한 분야이다. 사회학은 사회의 구성 원리, 공동체의 문제 해결, 사회의 발전 등을 연구한다.

## 같이 보기
- 사회주의
- 민주주의
- 자유주의
- 평등